# Honório Tonial
Honório Tonial (Sananduva, 28 de março de 1926 — Erechim, 9 de maio de 2017) foi um escritor, professor, radialista, wikipedista e poeta brasileiro,  o qual tem obras publicadas em língua portuguesa e língua talian.

## Biografia
Honório nasceu em 28 de março de 1926 em Linha Boa Vista, distrito do atual município de Sananduva, sendo o sétimo em uma família de 14 irmãos. Estudou em um colégio da Linha Veado, em Sananduva, iniciando a carreira de docente como professor particular aos 16 anos de idade. Transferiu-se para a cidade de Caxias do Sul e em 1949 formou-se professor rural em Guaporé. No ano seguinte, assumiu como diretor em uma escola de Nova Prata.
Fundou a localidade de Vila Paraíso, em Sananduva, durante a década de 1950 e foi o responsável pela criação da Associação dos Pais e Amigos dos Excepcionais (APAE), a principal instiuição para auxílio de deficientes intelectuais da região. Em 1963, mudou-se para Erechim e se tornou cordenador rural da 15ª região da Secretaria de Educação e Cultura, formando-se em nível superior em 1967 como professor de português em Passo Fundo.
Iniciou a carreira de locutor de rádio pouco tempo após, tornando-se mais conhecido por ser um dos principais responsáveis pela difusão do idioma talian no país. Foi o autor do dicionário português-talian em 1997. Tornou-se o co-fundador da Assossiassion Virtual Mondial del Talanvéneto, conhecida como Asvirmontave, uma associação referente ao idioma talian, além de ministrar palestras sobre o idioma em território gaúcho.
Foi um dos principais responsáveis pela inclusão do talian no Inventário Nacional da Diversidade Linguística, ao ser reconhecida em novembro de 2014 como referência cultural brasileira pelo Instituto do Patrimônio Histórico e Artístico Nacional (IPHAN), recebendo votos de congratulações da Câmara de Vereadores de Erechim em março de 2015 pelo feito.
Em 2015, foi agraciado pela prefeitura de Erechim como "Patrono da Feira do Livro" daquele ano realizada no município, aos 89 anos. Faleceu de causas naturais em 9 de maio de 2017, aos 91 anos de idade.